# Rioverde
Rioverde of Río Verde is een stad in de Mexicaanse deelstaat San Luis Potosí. Rioverde heeft 49.183 inwoners (census 2005) en is de hoofdplaats van de gemeente Rioverde.
Ríoverde is bekend om haar warmwaterbronnen, die zich bevinden in een oude vulkaankrater. De plaats is gesticht door Franciscaner monniken in 1617.